# Aconogonon coriarium
Aconogonon coriarium är en slideväxtart som först beskrevs av Grig., och fick sitt nu gällande namn av Sojak. Aconogonon coriarium ingår i släktet sliden, och familjen slideväxter. Inga underarter finns listade i Catalogue of Life.